# Papanoa
Papanoa es una localidad mexicana del estado de Guerrero, perteneciente al municipio de Técpan de Galeana. Se ubica en la región Costa Grande de dicha entidad. 

## Localización
Papanoa se localiza en la costa occidental del estado de Guerrero, en la región Costa Grande, a una altitud de 37 metros sobre el nivel del mar y en las coordenadas geográficas 17°19′28″N 101°02′29″O / 17.32444, -101.04139. A la localidad la atraviesa la Carretera Federal 200, principal vía de comunicación terrestre en la región que comunica en el estado a Acapulco con Zihuatanejo.

### Distancias
Las distancias entre Papanoa y algunas localidades principales son las siguientes:
- San Luis San Pedro — 23 km
- Petatlán — 40 km
- Técpan de Galeana — 58 km
- Zihuatanejo — 75 km

## Reseña histórica
La localidad de Papanoa, en categoría de hacienda, perteneció entre 1935 y 1944 al municipio de Petatlán, al haber entrado en vigor el decreto n.º 78 del 31 de diciembre de 1934 que creaba dicho municipio. La Ley n.º 59 Orgánica de División Territorial del Estado de Guerrero del 20 de diciembre de 1944 reintegró la localidad al municipio de Técpan de Galeana.

## Demografía

### Población
De acuerdo a los datos del Censo de Población y Vivienda 2010, realizado por el Instituto Nacional de Estadística y Geografía (INEGI) con fecha censal del 12 de junio de 2010, la localidad de Papanoa sumaba hasta ese año un total de 3505 habitantes, de los cuales, 1721 eran hombres y 1784 eran mujeres.